# Nisko
Nisko é um município da Polônia, na voivodia da Subcarpácia e no condado de Nisko. Estende-se por uma área de 60,96 km², com 15 324 habitantes, segundo os censos de 2019, com uma densidade de 251,38 hab/km².